# Lär mig, Jesus, ödmjuk vara
Lär mig, Jesus, ödmjuk vara är en psalm med text och musik skriven 1963 av Egon Zandelin.

## Publicerad i
- Segertoner 1988 som nr 479 under rubriken "Att leva av tro - Bönen".[1]